# Justine Suissa
Justine Suissa (21 maart 1970) is een uit Engeland afkomstige zangeres die met verschillende tranceproducers samenwerkt.
In 1999 werd Suissa door Nick Bracegirdle, alias Chicane, gevraagd om de vocalen op zijn track Autumn Tactics te verzorgen. Toen dit nummer een jaar later als single werd uitgebracht kregen verschillende producers interesse in haar zanggeluid. De producers achter het befaamde Above & Beyond richtten in 2001 een nieuw project op met Suissa als zangeres, genaamd OceanLab.
Sinds 2002 is Suissa ook sterk betrokken geweest bij het album 76 van de Nederlandse trance DJ Armin van Buuren. Hiervoor heeft ze meerdere tracks meegeschreven en ingezongen.
Justine heeft samengewerkt met:
- Above & Beyond
- Armin van Buuren
- Chicane
- Markus Schulz
- Masters & Nickson
- Robbie Rivera
- Silvester

## Singles
| Single met eventuele hitnotering(en) in de Nederlandse Top 40 | Datum van verschijnen | Datum van binnenkomst | Hoogste positie | Aantal weken | Opmerkingen                            |
| ------------------------------------------------------------- | --------------------- | --------------------- | --------------- | ------------ | -------------------------------------- |
| Autumn Tactics                                                | 2000                  |                       |                 |              | met Chicane                            |
| Clear Blue Water                                              | 2002                  | 26-01-2002            | 35              | 3            | met OceanLab / Dancesmash op Radio 538 |
| Burned with desire                                            | 2004                  |                       | tip11           |              | met Armin van Buuren                   |